# Heteropoda ernstulrichi
Heteropoda ernstulrichi là một loài nhện trong họ Sparassidae.
Loài này thuộc chi Heteropoda. Heteropoda ernstulrichi được Peter Jäger miêu tả năm 2008.